# 芭芭拉·赫尔辛吉乌斯

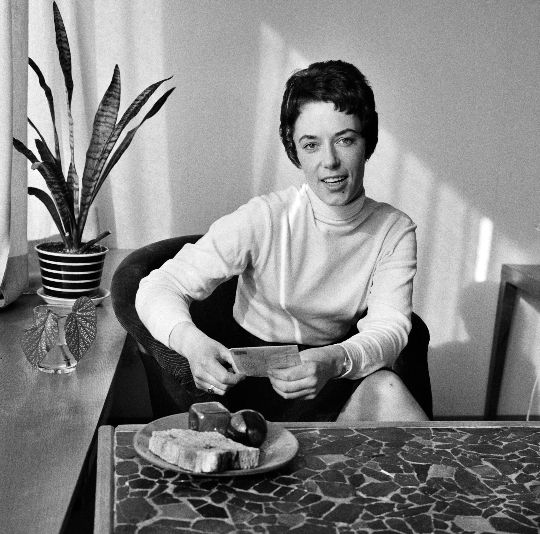
1965年芭芭拉·赫尔辛吉乌斯

芭芭拉·克里斯蒂娜·伊丽莎白·赫尔辛吉乌斯-科斯基（瑞典語：Barbara Christina Elisabeth Helsingius-Koski，1937年9月27日—2017年3月9日），出生于芬兰赫尔辛基，是一名芬兰歌手、诗人、奥林匹克击剑选手。她参加了1960年夏季奥运会。
2017年3月9日，她因病去世于芬兰埃斯波，享年79岁。